# 三重県道777号松阪伊勢自転車道線

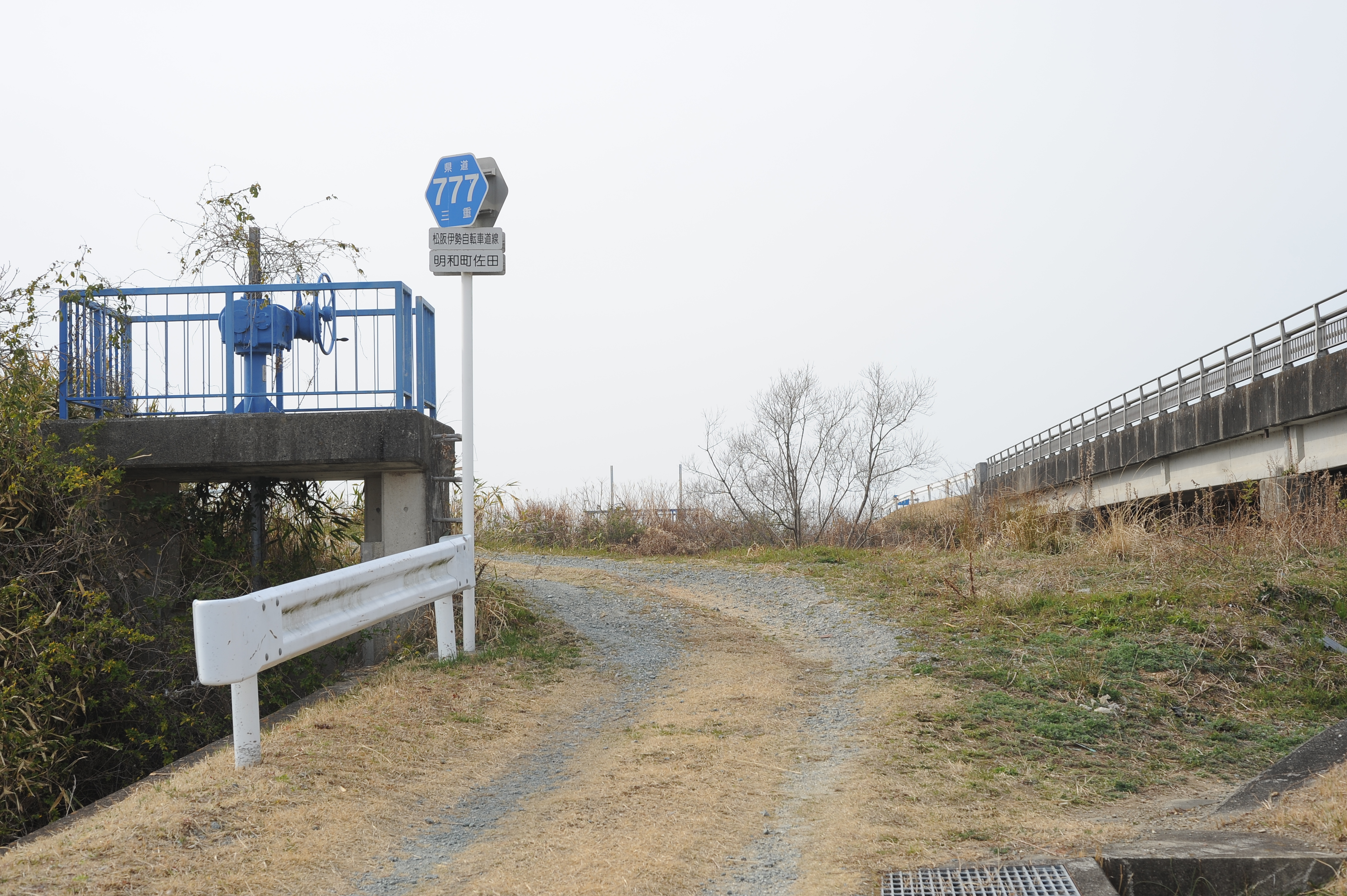
笹笛川沿いの区間。右側の橋梁は国道23号。（明和町山大淀）

三重県道777号松阪伊勢自転車道線（みえけんどう777ごう まつざかいせじてんしゃどうせん）は、三重県松阪市と伊勢市を結ぶ自転車道である。

## 路線データ
- 起点：三重県松阪市京町
- 終点：三重県伊勢市本町
- 総延長：41.2km

## 沿革
総合保養地域整備法（リゾート法）に基づく「三重サンベルトゾーン」構想の一環で、斎宮跡や大仏山公園、田丸城跡などの名所を結ぶ総延長37.8kmの自転車道として企画された。1994年（平成2年）に着手し、2002年（平成14年）完了の計画であったが、2004年11月現在完成していない。

## 重複区間
- 国道42号（松阪市鎌田町 - 松阪市高町）
- 三重県道705号大淀東黒部松阪線（松阪市西黒部町 - 松阪市松名瀬町／多気郡明和町南藤原 - 多気郡明和町大淀）
- 三重県道60号伊勢松阪線（明和町西藤原 - 明和町八木戸）
- 三重県道530号田丸停車場斎明線（明和町斎宮 - 玉城町下田辺）
- 三重県道37号鳥羽松阪線（伊勢市上地町 - 伊勢市本町）

## 地理
- 櫛田川の東岸より松名瀬町の海岸を通る。

### 通過する自治体
- 松阪市 - 多気郡明和町 - 度会郡玉城町 - 伊勢市

### 接続道路
- 三重県道37号鳥羽松坂線（松阪市宮町、明和町有爾中）
- 三重県道428号伊勢小俣松阪線（明和町斎宮）
- 国道23号（松阪市京町）

## 別名
- 松阪伊勢サイクリングロード（松阪市、明和町、伊勢市）